# 布夏 (杜布諾區)
50°14′26″N 25°49′47″E / 50.24056°N 25.82972°E
布夏（烏克蘭語：Буща），是烏克蘭的村落，位於該國西北部羅夫諾州，由杜布諾區負責管轄，面積0.68平方公里，海拔高度227米，2001年人口286，人口密度每平方公里423.7人。